# Amelio Poggi
Amelio Poggi (* 9. Oktober 1914 in Bibbiena, Provinz Arezzo, Italien; † 23. Dezember 1974) war ein italienischer Geistlicher, römisch-katholischer Erzbischof und Diplomat des Heiligen Stuhls.

## Leben
Amelio Poggi empfing am 8. August 1937 das Sakrament der Priesterweihe.
Am 27. Mai 1967 ernannte ihn Papst Paul VI. zum Titularerzbischof von Cercina und bestellte ihn zum Apostolischen Nuntius in Ruanda und Apostolischen Pro-Nuntius in Uganda. Papst Paul VI. spendete ihm am 16. Juli desselben Jahres die Bischofsweihe; Mitkonsekratoren waren Kurienbischof Jacques-Paul Martin und der Bischof von Cesena, Augusto Gianfranceschi. Am 26. September 1973 bestellte ihn Paul VI. zum Apostolischen Pro-Nuntius in Syrien.